# Theobald Schweinpeck
Theobald Schweinpeck († 1. September 1462) war Bischof von Lavant von 1446 bis 1462. Sein Rang als Fürstbischof wurde von Kaiser Friedrich III. bestätigt.

## Leben
Theobald Schweinpeck stammte aus einer steirischen Familie. Sein Vater war Hofmarschall Herzog Ernst des Eisernen. 1431 wurde er Domherr und 1437 Spitalmeister in Salzburg. Am 24. November 1446 wurde er durch den Salzburger Erzbischof Friedrich IV. Truchsess von Emmerberg zum Bischof von Lavant ernannt. Dessen Nachfolger Sigismund I. von Volkersdorf gestattete ihm die Beibehaltung seines Salzburger Domkanonikats und überwies ihm den erzbischöflichen Hof Stitzing als Residenz. 
1456 nahm Bischof Theobald an der Salzburger Provinzialsynode teil und klagte über verschiedene Eingriffe von Rechten und Freiheiten seines Bistums. Theobald Schweinpeck pflegte gute Beziehungen zum Wiener Hof, und Kaiser Friedrich III. bestätigte sein Recht, den Titel „Fürstbischof“ zu tragen. Im Jahre 1461 war er Zeuge, als der Kaiser das Bistum Laibach errichtete. 